# Pletiu d'Estany Negre
El Pletiu d'Estany Negre és un pletiu situat dins del terme municipal de la Vall de Boí, a la comarca de l'Alta Ribagorça, i dins el Parc Nacional d'Aigüestortes i Estany de Sant Maurici.
Es troba, entre 2.190 i 2.215 metres d'altitud, al sud del Pletiu de Travessani, a llevant de les Llastres de la Morta i al nord de l'Estany Negre. El Refugi Joan Ventosa i Calvell està situat en el seu extrem oriental del pletiu.

## Rutes[2]
Per la situació del Refugi Joan Ventosa i Calvell, totes les rutes que comuniquen el refugi amb occident travessen el pletiu.